# Ligdia restitutata
Ligdia restitutata är en fjärilsart som beskrevs av Walker 1862. Ligdia restitutata ingår i släktet Ligdia och familjen mätare. Inga underarter finns listade i Catalogue of Life.